# Хардин (округ, Иллинойс)
Ха́рдин (англ. Hardin County) — округ в штате Иллинойс, США. По данным переписи 2010 года численность населения округа составила 4320 чел., по сравнению с переписью 2000 года оно уменьшилось на 10,0 %. Окружной центр округа Хардин — деревня Элизабеттаун.

## История
Округ Хардин сформирован из округа Поп в 1839 году, позднее к его территории была присоединена часть округа Галлатин. Название получил по округу Хардин в штате Кентукки, который, в свою очередь, назван в честь полковника Джона Хардина, участника войны за независимость США и северо-западной индейской войны.

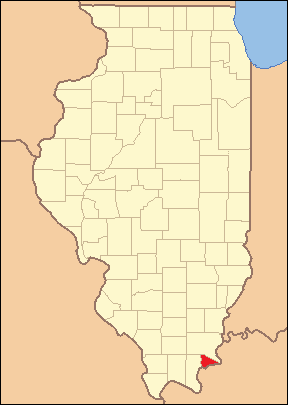
Территория округа после его формирования в 1839 году и до 1847 года
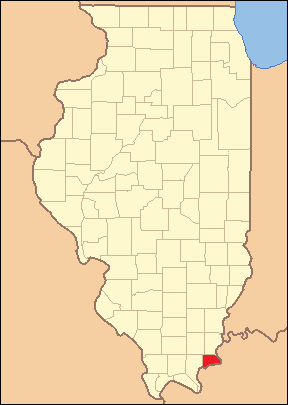
Территория округа с 1847 года и по сей день

## География
Общая площадь округа — 470,3 км² (181,58 миль²), из которых 459,8 км² (177,53 миль²) или 97,77 % суши и 10,5 км² (4,05 миль²) или 2,23 % водной поверхности. На территории округа частично расположен Национальный лес Шоуни.

### Климат
Округ находится в зоне влажного субтропического климата. Температура варьируется в среднем от минимальных -6 °C в январе до максимальных 31 °C в июле. Рекордно низкая температура была зафиксирована в январе 1994 года и составила -30 °C, а рекордно высокая температура была зарегистрирована в августе 2007 года и составила 40 °C. Среднемесячное количество осадков — от 82 мм в октябре до 128 мм в мае.

### Соседние округа
Округ Хардин граничит с округами:
- Галлатин — на севере
- Юнион, Кентукки — на востоке
- Криттенден, Кентукки — на юге
- Ливингстон, Кентукки — на юго-западе
- Поп — на западе
- Салин — на северо-западе

### Основные автомагистрали
| Автомагистраль      | Длина     | Начальный пункт   | Конечный пункт | Год образования |
| ------------------- | --------- | ----------------- | -------------- | --------------- |
| Трасса Illinois-1   | 523,34 км | Кейв-Ин-Рок       | Чикаго         | 1918            |
| Трасса Illinois-34  | 99,36 км  | Розиклэр          | Бентон         | 1918            |
| Трасса Illinois-146 | 149,56 км | Ист-Кейп-Джирардо | Кейв-Ин-Рок    | 1926            |

## Населённые пункты
| Населённый пункт | Статус         | Год основания | Площадь | Население (2010) |
| ---------------- | -------------- | ------------- | ------- | ---------------- |
| Кейв-Ин-Рок      | деревня        |               | 1,1 км² | 318 чел.         |
| Розиклэр         | город          |               | 5,5 км² | 778 чел.         |
| Элизабеттаун     | окружной центр |               | 1,8 км² | 299 чел.         |

## Демография
По данным переписи населения 2000 года, численность населения в округе составила 4800 человек, насчитывалось 1987 домовладений и 1367 семей. Средняя плотность населения была 10 чел./км².
Распределение населения по расовому признаку:
- белые — 94,36 %
  - английского происхождения — 16,6 %
  - немецкого происхождения — 14,5 %
  - ирландского происхождения — 11,3 %
- афроамериканцы — 2,75 %
- коренные американцы — 0,04 %
- азиаты — 0,50 %
- латиноамериканцы — 1,06 % и др.

Из 1987 домовладений в 28,4 % были дети в возрасте до 18 лет, проживающие вместе с родителями, в 57,2 % — супружеские пары, живущие вместе, в 8,8 % — матери-одиночки, а 31,2 % не имели семьи. 28,6 % всех домовладений состояли из отдельных лиц и в 15,9 % из них проживали одинокие люди в возрасте 65 лет и старше. Средний размер домовладения — 2,3 человек, а средний размер семьи — 2,81.
Распределение населения по возрасту:
- до 18 лет — 20,4 %
- от 18 до 24 лет — 7,8 %
- от 25 до 44 лет — 26,2 %
- от 45 до 64 лет — 26,9 %
- от 65 лет — 18,6 %

Средний возраст составил 42 года. На каждые 100 женщин приходилось 100,6 мужчин. На каждые 100 женщин возрастом 18 лет и старше приходились 100,5 мужчин.
Средний доход на домовладение — $ 27 693, на семью — $ 31 625. Средний доход мужчин — $ 32 414 против $ 17 091 у женщин. Доход на душу населения в округе — $ 15 984. Около 14,7 % семей и 18,6 % населения находились ниже черты бедности, из них 28,6 % лица моложе 18 лет и 11,1 % в возрасте 65 лет и старше.